# Thamnodynastes
Genre
Thamnodynastes est un genre de serpents de la famille des Dipsadidae.

## Répartition
Les espèces de ce genre se rencontrent en Amérique du Sud.

## Liste des espèces
Selon The Reptile Database (9 novembre 2017) :
- Thamnodynastes almae Franco & Ferreira, 2003
- Thamnodynastes ceibae Bailey & Thomas, 2007
- Thamnodynastes chaquensis Bergna & Alvarez, 1993
- Thamnodynastes chimanta Roze, 1958
- Thamnodynastes corocoroensis Gorzula & Ayarzagüena, 1996
- Thamnodynastes dixoni Bailey & Thomas, 2007
- Thamnodynastes duida Myers & Donnelly, 1996
- Thamnodynastes gambotensis Perez-Santos & Moreno, 1989
- Thamnodynastes hypoconia (Cope, 1860)
- Thamnodynastes lanei Bailey, Thomas & Da Silva, 2005
- Thamnodynastes longicaudus Franco, Ferreira, Marques & Sazima, 2003
- Thamnodynastes marahuaquensis Gorzula & Ayarzagüena, 1996
- Thamnodynastes pallidus (Linnaeus, 1758)
- Thamnodynastes paraguanae Bailey & Thomas, 2007
- Thamnodynastes phoenix Franco, Trevine, Montingelli & Zaher, 2017
- Thamnodynastes ramonriveroi Manzanilla & Sánchez, 2005
- Thamnodynastes rutilus (Prado, 1942)
- Thamnodynastes sertanejo Bailey, Thomas & Da Silva, 2005
- Thamnodynastes strigatus (Günther, 1858)
- Thamnodynastes yavi Myers & Donnelly, 1996

## Publication originale
- Wagler, 1830 : Natürliches System der Amphibien, mit vorangehender Classification der Säugetiere und Vögel. Ein Beitrag zur vergleichenden Zoologie. 1.0. Cotta, München, Stuttgart and Tübingen, p. 1-354 (texte intégral).